# Die Grenzboten
Die Grenzboten war eine national-liberale Zeitschrift, die von 1841 bis 1922 teils wöchentlich, teils zweiwöchentlich erschien.

## Geschichte
Die Zeitschrift wurde 1841 von Ignaz Kuranda in Brüssel gegründet, der bis 1848 Herausgeber war. Ab 1842 erschienen Die Grenzboten beim Verlag F. W. Grunow in Leipzig, später in Berlin. Ab 1848 waren Gustav Freytag (bis 1861 und nochmals von 1867 bis 1870) sowie Julian Schmidt (bis 1861) ihre Herausgeber und gestalteten sie, auch durch viele eigene Beiträge, bis zur Reichsgründung 1871 zum einflussreichsten Sprachrohr des national-liberalen Bürgertums. 1870 wurde Grunow alleiniger Besitzer und Hans Blum führte die Redaktion bis 1878, als Johannes Grunow in Verbindung mit Gustav Wustmann die Herausgabe übernahm. Seit dieser Zeit änderte sich die Ausrichtung der Zeitschrift von einer rein liberalen zu einer konservativeren. In Österreich wurden 1849 „Die Grenzboten“ verboten. 1856 bis 1870 und 1878 bis 1890 war Moritz Busch einer der produktivsten Redakteure.
Im Untertitel hieß sie zunächst „Blätter für Deutschland und Belgien“, ab 1842 „Eine deutsche Revue“, ab 1844 „Zeitschrift für Politik und Literatur“ und ab 1871 „Zeitschrift für Politik, Literatur und Kunst“.
Wichtig war die Zeitschrift, weil Schmidt und Freytag hier die Theorie des Realismus entwickelten. In dem Jahrzehnt seit 1848 waren sie bestimmend für den literarischen Diskurs in Deutschland.